# Queensland septentrional

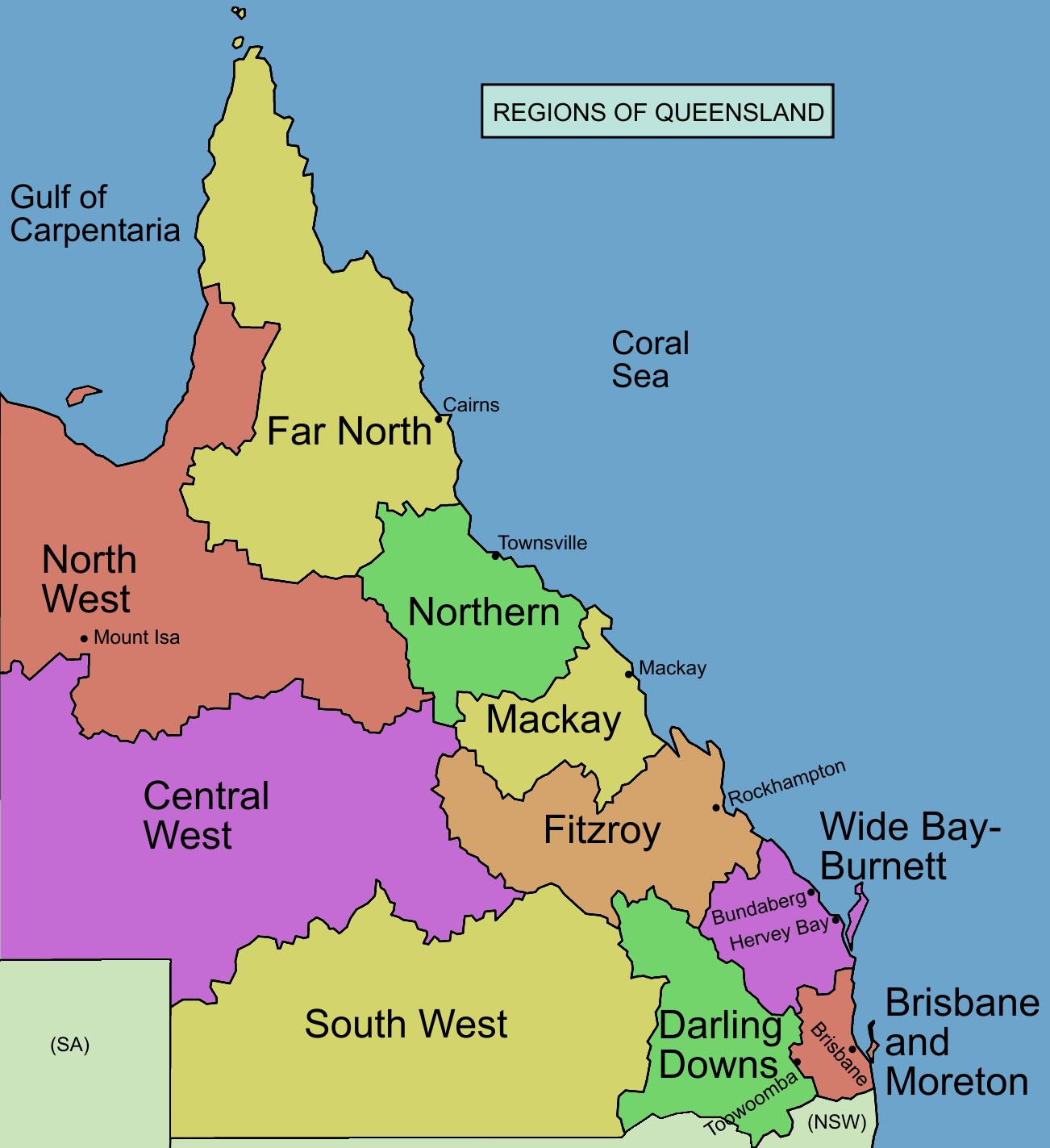
Anciennes régions du Queensland

Le Queensland Septentrional ou Région du Nord est une région d'Australie située au nord de l’État du Queensland, entre l'extrême nord du Queensland et le Queensland Central.
Du fait de l'extrême étendue de l’État du Queensland, la partie nord du territoire s'est trouvée longtemps isolée et a connu un retard de développement. Ces particularités et son climat tropical lui ont conféré des caractéristiques uniques et une identité régionale très affirmée.
Le plus grand centre urbain du nord du Queensland est la ville de Townsville. De facto, elle est devenue une sorte de capitale non officielle. La région compte 231 628 habitants et couvre 80 041 km²,.

## Géographie

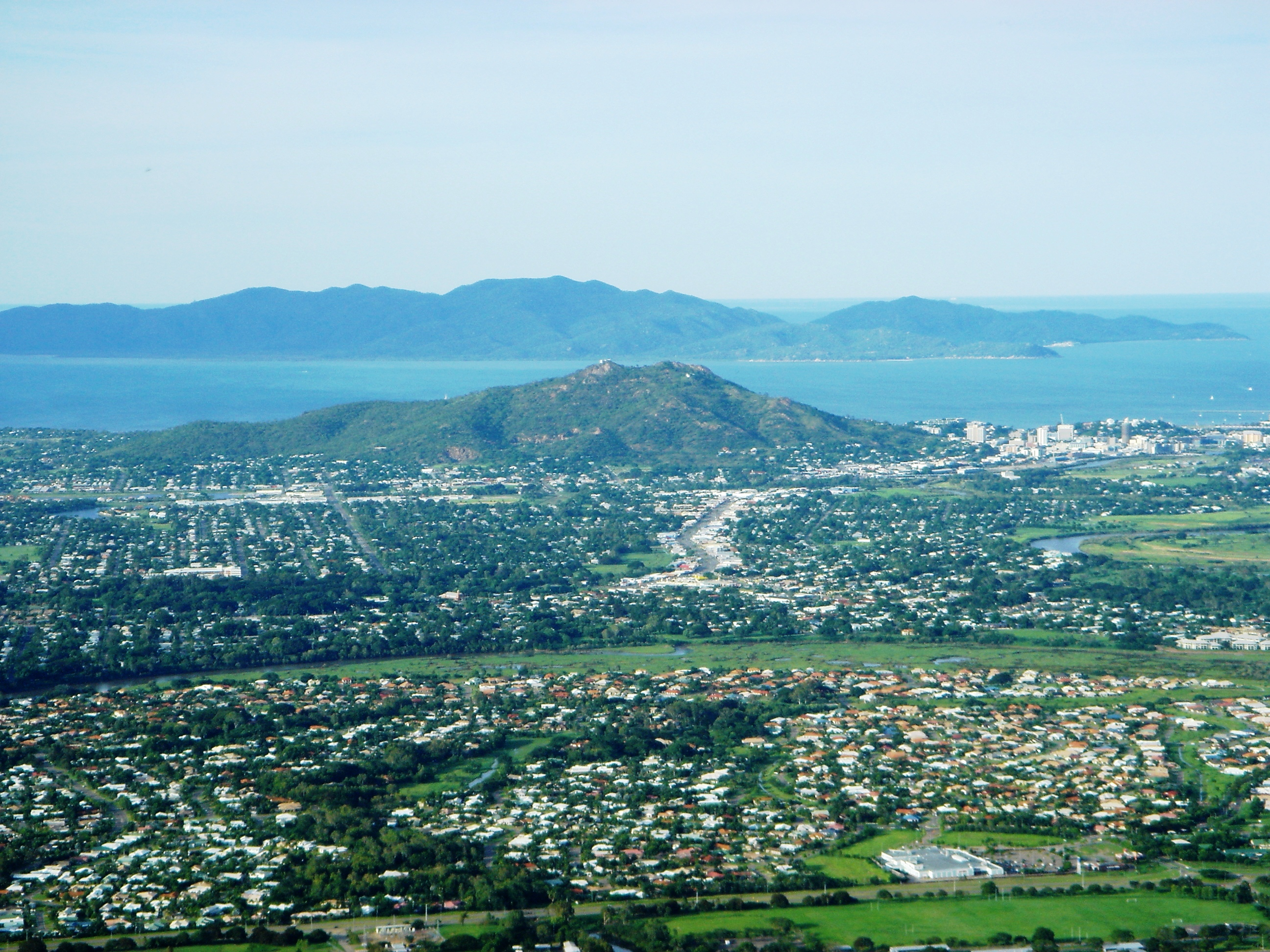
La banlieue de Townsville autour de Castle Hill

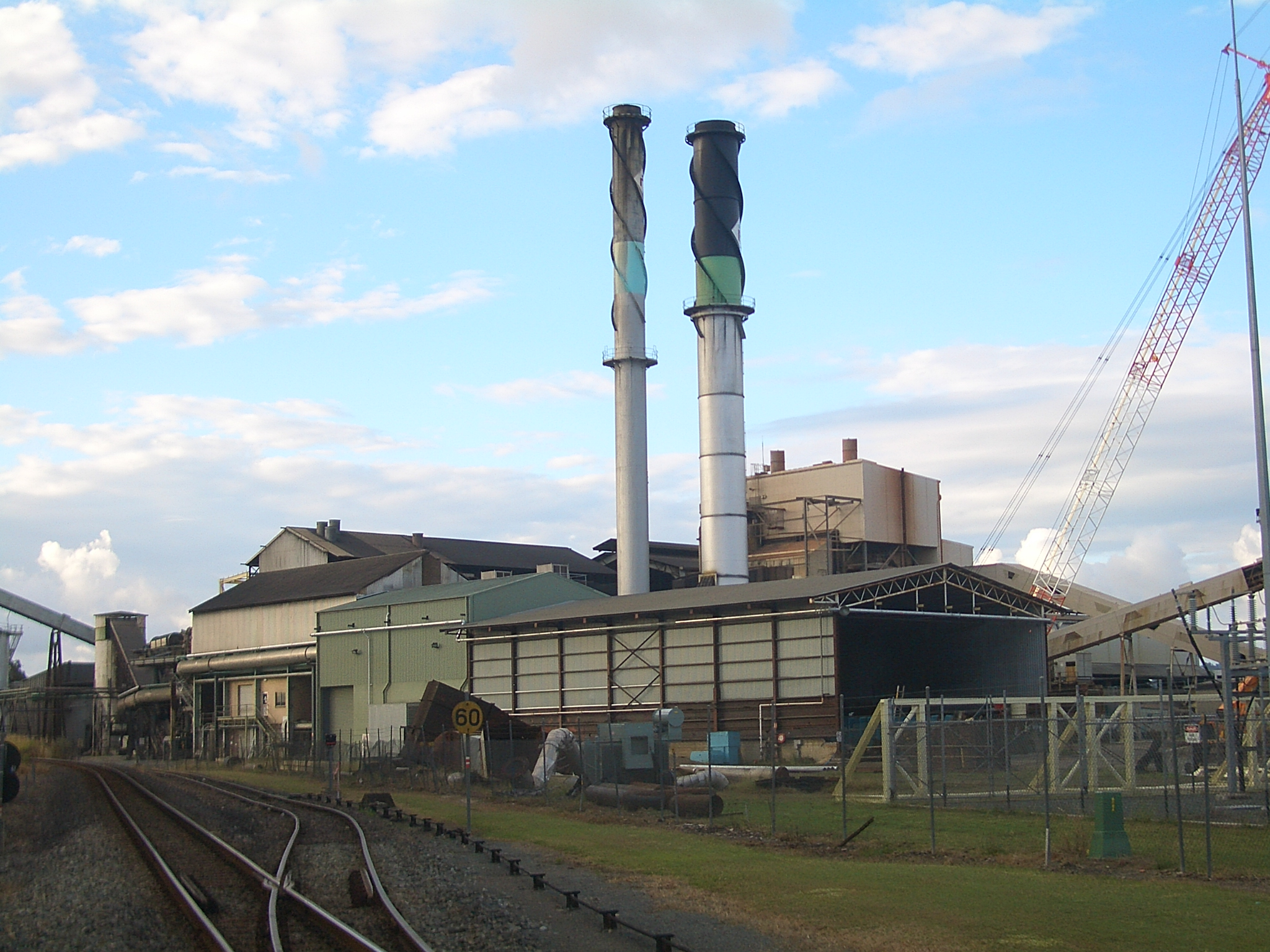
Il y a plusieurs usines à sucre dans la région, dont un à Proserpine

Il n’y a pas de frontière pour séparer le Queensland Septentrional du reste de l'État. Le plus souvent on considère que sa limite sud se trouve au sud de la région de Mackay, mais historiquement, on la plaçait au sud de Rockhampton. Au nord on trouve la région de l'Extrême nord du Queensland, centrée sur Cairns et à l'ouest Le pays du golfe.
La région côtière du Queensland Septentrional est polarisée par sa plus grande agglomération, la ville de Townsville. C’est un port maritime important qui assure les expéditions des mines de Mount Isa et les exportations de bétail des zones côtières et de l’intérieure. Un terminal d'exportation de sucre en vrac est installé à Lucinda, au nord de la région. La ville de Mackay et la région de Burdekin sont devenues les capitales australiennes du sucre. Elles produisent et expédient le plus grand volume de sucre d’Australie. Mackay est également l'un des plus grands exportateurs de charbon du pays du fait de sa proximité avec les principales mines du Queensland. Dalrymple Bay, au sud de Mackay, est un autre port spécialisé dans l’exportation de charbon et de sucre. Il comprend également la ville de Charters Towers dans l’arrière-pays et les villes côtières d'Ayr et d'Ingham. Le Comté de Burdekin est polarisé par les deux villes d'Ayr et de Home Hill. On y produit du sucre et des fruits exotiques  pendant la saison des pluies (litchis et mangues).
Les autres localités du nord du Queensland sont Home Hill, Sarina, Bowen, Ayr et Proserpine. Abbot Point, au nord de Bowen, est un port charbonnier en pleine expansion.

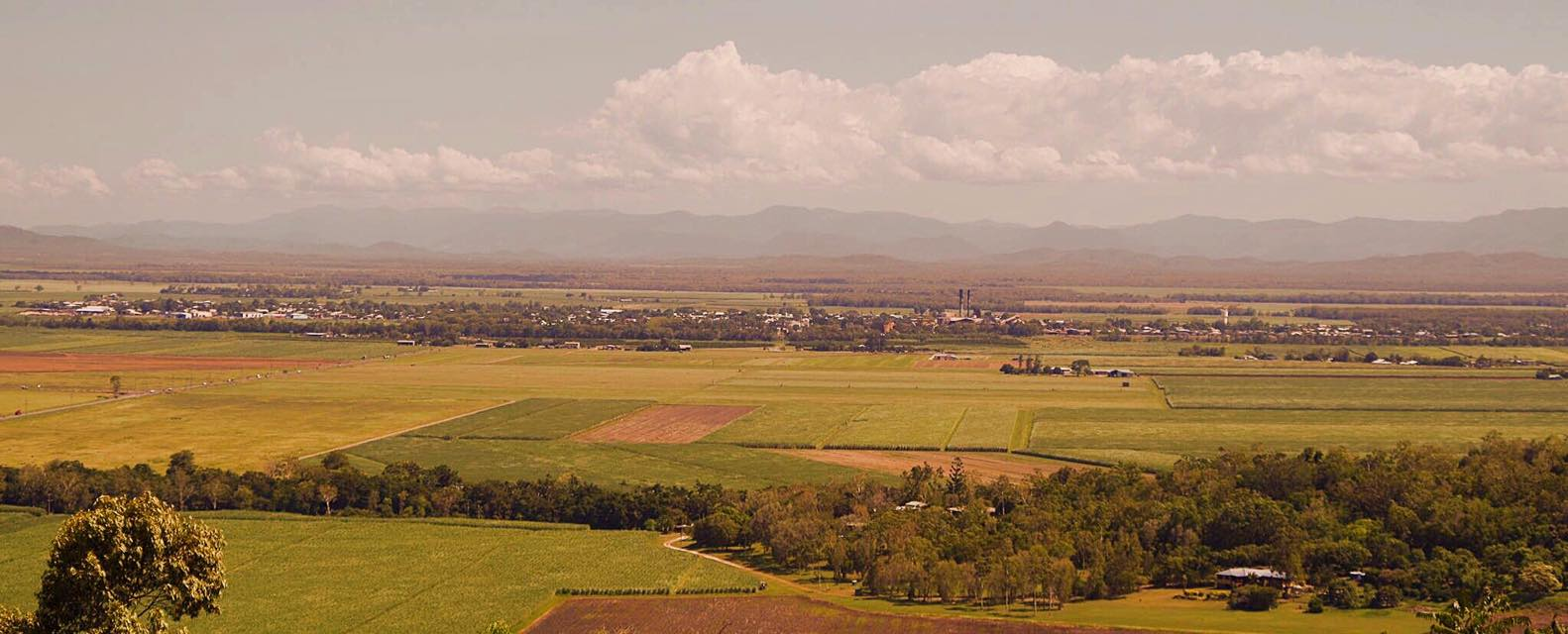
Au nord du Queensland, Proserpine est la porte d'entrée de la région de Whitsunday. Elle constitue un site potentiel pour une éventuelle capitale du Nord Queensland

## Zones d'administration locale
La région du Queensland Septentrional se compose des zones d’administration locale suivantes :
| Nom                            | Siège du Conseil | Année de Fondation | Superficie (km2) | Population | Population | Carte |
| Nom                            | Siège du Conseil | Année de Fondation | Superficie (km2) | (2013),    | (2018),    | Carte |
| ------------------------------ | ---------------- | ------------------ | ---------------- | ---------- | ---------- | ----- |
| Comté de Burdekin              | Ayr              | 1888               | 5 044            | 17 754     | 17 077     |       |
| Région de Charters Towers      | Charters Towers  | 2008               | 68 382           | 12 391     | 11 850     |       |
| Comté de Hinchinbrook          | Ingham           | 1879               | 2 807            | 11 613     | 10 805     |       |
| Région de Mackay               | Mackay           | 2008               | 7 613            | 118 878    | 116 539    |       |
| Comté aborigène de Palm Island | Palm Island      | 1986               | 72               | 2 529      | 2 637      |       |
| Ville de Townsville            | Townsville       | 2008               | 3 731            | 186 519    | 194 072    |       |
| Région de Whitsunday           | Bowen            | 2008               | 23 819           | 34 119     | 35 050     |       |

## Histoire

### Langues autochtones
Les langues aborigènes du Queensland Septentrional et de l’Extrême Nord du Queensland sont les suivantes :
| Nom de la langue aborigène | Autres noms                                    | Aire linguistique (LGA ou régions)                                                                      | Aire linguistique (Territoires et Localités précis) |             |                      |                           |                                                                                             |
| -------------------------- | ---------------------------------------------- | --- | --- | ----------- | -------------------- | ------------------------- | ------------------------------------------------------------------------------------------- |
| Nom de la langue aborigène | Autres noms                                    | Aire linguistique (LGA ou régions)                                                                      | Aire linguistique (Territoires et Localités précis) | Gugu Badhun | Koko-Badun Kokopatun | Région de Charters Towers | Greenvale, Valley of Lagoons, Vallée supérieure de la rivière Burdekin, Région d’Abergowrie |
| Kuku Yalanji               | Gugu Yalanji Kuku Yalaja Kuku Yelandji         | Région de Mossman Région de Daintree Comté de Douglas Comté de Cook                                     | Mossman, Daintree, Bloomfield River, China Camp, Maytown, Palmer, Cap Tribulation et Wujal Wujal                                                                                               |             |                      |                           |                                                                                             |
| Warrgamay                  | Waragamai Wargamay Wargamaygan Biyay Warakamai | Comté de Hinchinbrook                                                                                   | Régions de Herbert River, Ingham, Hawkins Creek, Long Pocket, Herbert Vale, Niagara Vale, Yamanic Creek, Herbert Gorge, Cardwell, Île Hinchinbrook et la partie continentale qui lui fait face |             |                      |                           |                                                                                             |
| Warungu                    | Warrungu Warrongo Waroongoo                    | Région allant de la rivière Herbert à Mount Garnet                                                      | |             |                      |                           |                                                                                             |
| Yidinji                    | yidinj yidiny idindji                          | Partie occidentale du Cap York Partie sud du Plateau d'Atherton Région de Cairns Région des Tablelands, | Cairns, Gordonvale, Atherton, Kairi |             |                      |                           |                                                                                             |
| Yir Yiront                 | Yiront Jirjoront Yir-yiront Kokomindjan        | Comté aborigène de Kowanyama Comté de Cook Partie occidentale de la Péninsule du cap York               | Bassin versant de la rivière Coleman et de la rivière Mitchell. À la suite de l'expulsion des aborigène de leurs terres, la langue est aussi parlée à Pormpuraaw et Kowanyama.                 |             |                      |                           |                                                                                             |
| Yuru                       | Juru Euronbba Juru Mal Mal Malmal)             | Comté de Burdekin                                                                                       | Home Hill |             |                      |                           |                                                                                             |

### Colonisation européenne
James Cook est passé dans la région en 1770, il a donné des noms à plusieurs lieux, notamment L'Île Magnétique et Cape Cleveland. Alan Cunningham a été le premier Européen à débuter l’exploration de la région. John Mackay a exploré la vallée des pionniers près de Mackay en 1860,.
La première colonie de la région a été établie à Port Denison en 1861, le lieu s’appelle aujourd’hui « Bowen ». En 1865 on effectuait les premiers relevés de l’endroit qui allait devenir Townsville. En 1871 on a découvert de l'or a Charters Towers. Cela a provoqué un brusque développement de la ville et de Townsville qui est devenu un important centre de services majeur et un port servant à l’expédition du bétail et du sucre. Les travaux sur le Great Northern Railway de Townsville à Mount Isa ont commencé en 1879, un an plus tard on ouvrait la première section de voie ferrée,.

### Époque contemporaine
En juillet 1942  des hydravions de l’armée japonaise ont mené des raids aériens sur Townsville.
La galerie régionale Perc Tucker a été créée à Townsville en 1981 et la galerie d'art régionale TYTO a ouvert ses portes à Ingham en 2011.

### Question sur un nouvel État
De nombreux appels pour la formation d'un nouvel État sont lancés de façon récurrente. Plusieurs projets ont été élaborés, aussi bien sur les frontières, le nom et le choix de la ville qui en deviendrait la capitale.

## Tourisme
La région offre des attractions touristiques remarquables, notamment la Grande Barrière de Corail et les îles récifales, les forêts des tropiques humides du Queensland, le Parc national d'Eungella, l'Île Magnétique et les îles Whitsunday. La région compte 36 parcs nationaux.

## Transports

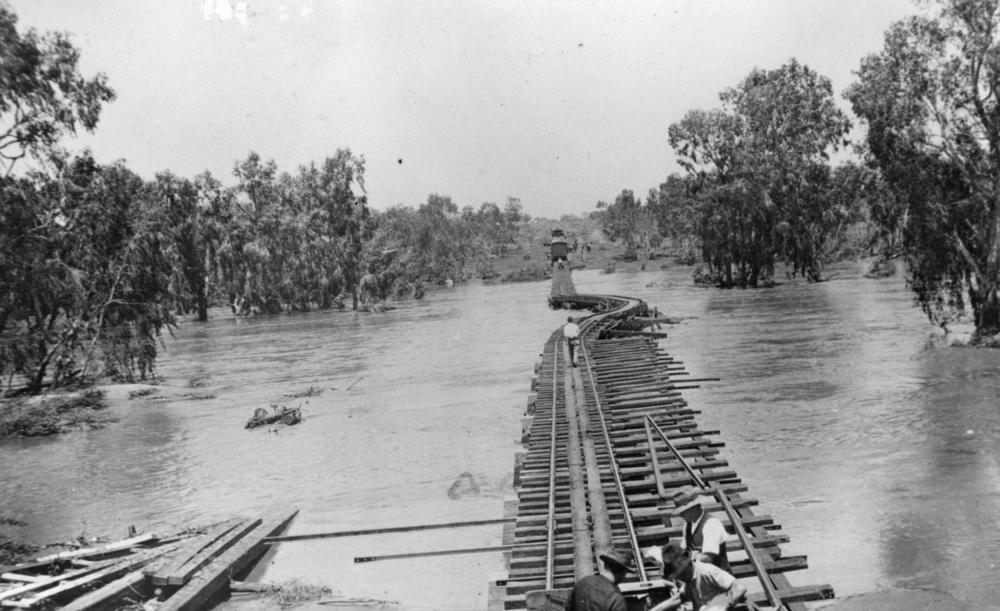
Inondations sur le Great Northern Railway (1930)

La région est desservie par l'aéroport de Townsville qui est classé 11e aéroport le plus fréquenté d'Australie. L'aéroport a obtenu son agrément international en 1980. L'autoroute Bruce traverse la région du nord au sud en longeant la côte. La Flinders Highway relie Townsville à Charters Towers et la Peak Downs Highway se prolonge à l'ouest de Mackay.